# 고덕 아르테온
고덕 아르테온(Godeok Artheon)은 대한민국 서울특별시 강동구 상일동에 있는 아파트 단지로, 고덕주공 3단지를 재건축한 단지이다. 2017년 4월에 착공하여 2020년 2월에 완공되었다. 41개동 4,066세대로 구성되어 있다.
고덕 지구의 최대 동간 거리 및 풍수지리적으로 배산임수의 지형을 가지는 단지이다. 고덕에 랜드마크를 표방한다. 근처 (1km 반경 내)에 이마트 명일점, 강동경희대병원이 위치해있다. 또한 100m내에 상일동역이 바로 위치해있다.

## 같이 보기
- 고덕 그라시움